# Marcus Antonsson
Carl Marcus Christer Antonsson (Suecia, 8 de mayo de 1991) es un futbolista sueco. Juega como delantero en el IFK Värnamo de la Allsvenskan.

## Trayectoria
Comenzó su carrera de jóvenes en el Unnaryds GoIF, antes de unirse al Halmstads BK en 2009, e hizo su debut en la Allsvenskan el 7 de noviembre de 2010 contra el Djurgårdens IF. Jugó 71 partidos de liga con el Halmstads BK y anotó 11 goles.

### Kalmar FF
Se unió al Kalmar FF en 2015, en donde marcó 12 goles en 28 partidos en su primera temporada en el club, sus 12 goles hicieron que terminase como el tercer máximo goleador en la Allsvenskan en aquella temporada.
Anotó 10 goles en sus primeros 12 partidos de liga de la 2016-17 temporada de la Allsvenskan sueca para el Kalmar FF, convirtiéndose en el máximo goleador de la Allsvenskan en aquel momento.

### Leeds United
El 28 de junio de 2016 firmó un contrato por tres años con el equipo inglés, Leeds United por una suma no revelada. El 7 de agosto de 2016 hizo su debut por liga para el club ingresando como sustituto en el segundo tiempo por Matt Grimes durante una derrota 3-0 frente al Queens Park Rangers. Anotó su primer gol para el Leeds, el 10 de agosto en un partido por la EFL Cup contra el Fleetwood Town.

## Selección nacional
Llamado por Suecia, estaba vinculado con una posible citación a la selección nacional para la Eurocopa de 2016, debido a su destacada temporada en el Kalmar FF, sin embargo, no fue convocado y perdió la oportunidad de integrar la escuadra.

## Clubes
| Club                            | País           | Año       |
| ------------------------------- | -------------- | --------- |
| Halmstads BK                    | Suecia         | 2010-2014 |
| Kalmar FF                       | Suecia         | 2015-2016 |
| Leeds United F. C.              | Inglaterra     | 2016-2018 |
| Blackburn Rovers F. C. (cedido) | Inglaterra     | 2017-2018 |
| Malmö FF                        | Suecia         | 2018-2021 |
| Stabæk Fotball (cedido)         | Noruega        | 2020      |
| Halmstads BK (cedido)           | Suecia         | 2021      |
| IFK Värnamo                     | Suecia         | 2022-2023 |
| Al-Adalah Club                  | Arabia Saudita | 2023      |
| Western Sydney Wanderers F. C.  | Australia      | 2023-2025 |
| IFK Värnamo                     | Suecia         | 2025-     |